# Metropolia di Corea

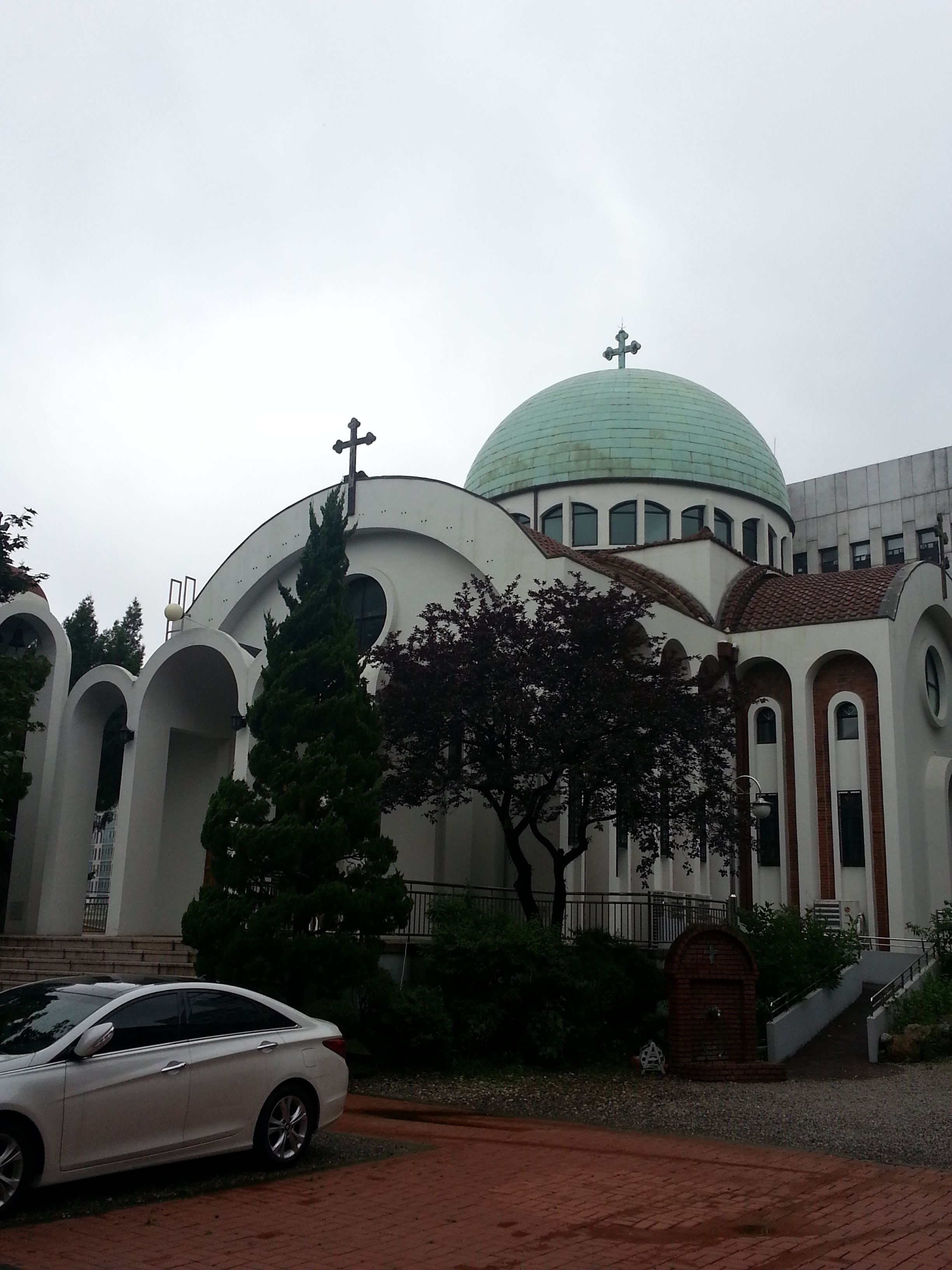
La cattedrale di San Nicola a Seul.

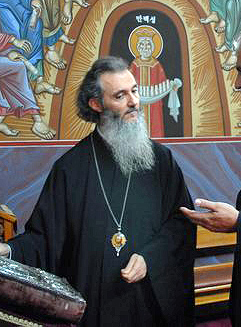
Ambrogio, metropolita di Corea dal 27 maggio 2008.

La metropolia di Corea (in greco: Ιερά Μητρόπολις Κορέας; Ierá Mitrópolis Koréas) è una sede del patriarcato ecumenico di Costantinopoli con giurisdizione sulla penisola coreana e il Giappone.
Dal 27 maggio 2008 metropolita di Corea ed esarca del Giappone è Amvrósios Zográfos.

## Territorio
La metropolia estende la sua giurisdizione sui fedeli greco-ortodossi del patriarcato ecumenico di Costantinopoli residenti in Corea del Sud, Corea del Nord e Giappone.
La sede metropolitana è a Seul, dove si trova la cattedrale di San Nicola.
La metropolia comprende 9 parrocchie in Corea del Sud e 2 monasteri.

## Storia
La metropolia è stata eretta il 20 aprile 2004, ricavadone il territorio dalla metropolia della Nuova Zelanda. Il primo metropolita, Sotírios Trámpas, fu intronizzato ufficialmente il 20 giugno dello stesso anno.

## Cronotassi
- Sotírios Trámpas † (20 aprile 2004 - 27 maggio 2008 eletto metropolita Pisidia)[6]
- Amvrósios Zográfos, dal 27 maggio 2008[1]